# Blachia
Blachia is een geslacht uit de wolfsmelkfamilie (Euphorbiaceae). De soorten komen voor in Zuidoost-Azië, Zuid-China en het Indisch subcontinent.

## Soorten
- Blachia andamanica (Kurz) Hook.f.
- Blachia calycina Benth.
- Blachia chunii P.T.Li
- Blachia cotoneaster Gagnep.
- Blachia denudata Benth.
- Blachia jatrophifolia Pax & K.Hoffm.
- Blachia longzhouensis X.X.Chen
- Blachia pentzii (Müll.Arg.) Benth.
- Blachia philippinensis Merr.
- Blachia poilanei Gagnep.
- Blachia siamensis Gagnep.
- Blachia thorelii Gagnep.
- Blachia umbellata (Willd.) Baill.

... · 
Acalypha · 
Adriana · 
Agrostistachys · 
Alchornea · 
Aleurites · 
Anthostema · 
Blachia · 
Chrozophora · 
Cnidosculus · 
Croton · 
Dalechampia · 
Euphorbia (Wolfsmelk) · 
Hevea · 
Hieronyma · 
Hippomane · 
Homalanthus · 
Hura · 
Hylandia · 
Jatropha · 
Mabea · 
Macaranga · 
Mallotus · 
Manihot · 
Mercurialis (Bingelkruid) · 
Plukenetia · 
Ricinus · 
Sebastiania · 
Shirakiopsis · 
Tragia · 
...